# Умбракл
Умбракл (валенс. L'Umbracle) — часть комплекса Города искусств и наук (валенс. Ciutat de les Arts i les Ciències), возведённого на рубеже XX—XXI веков в испанском городе Валенсия по проекту местного архитектора Сантьяго Калатравы. Умбракл представляет собой сад скульптур и ландшафтную аллею с видами растений, характерных для Валенсии (такими как ладанник, лентиска, ромеро, жимолость, бугенвиллия и пальмы). Во внутренней части строения располагается «Аллея скульптур», галерея под открытым небом с работами современных скульптуров: Микеля из Наварры, Франсеска Аббота, Йоко Оно и других, размещёнными в природной среде. Умбракл был спроектирован как вход с юго-западной стороны в Город искусств и наук. В его функции также входит и прикрытие автостоянки, находящейся под ним. Строительство Умбракла было завершено в 2001 году.

## Описание
Умбракл занимает территорию длиной в 320 метров и шириной в 60, располагаясь на южной стороне комплекса Город искусств и наук. Его конструкция состоит из 55 закреплённых и 54 парящих арок, достигающих в высоту 18 метров.
Арки имеют параболическую форму.
Растения для Умбракла тщательно отбирались так, чтобы они нужным образом менять цвет в зависимости от времени года. В его саду произрастают 99 пальм, 78 небольших пальм и 62 померанца (горьких апельсина). В нём также представлены 42 разновидности кустарников, характерных для автономного сообщества Валенсия, включая ладанники, мастики, буддлею, пампасную траву и плюмбаго. Жимолость и висячая бугенвиллия — два из 450 вьющихся растений Умбракла. В саду насчитывается около 5500 почвопокровных растений, таких как лотосы, лантаны и аизовые, а также приблизительно сотня ароматических растений, включая розмарин и лаванду.

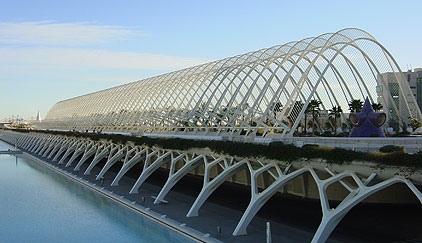
Умбракл, покрывающий автостоянку под ним
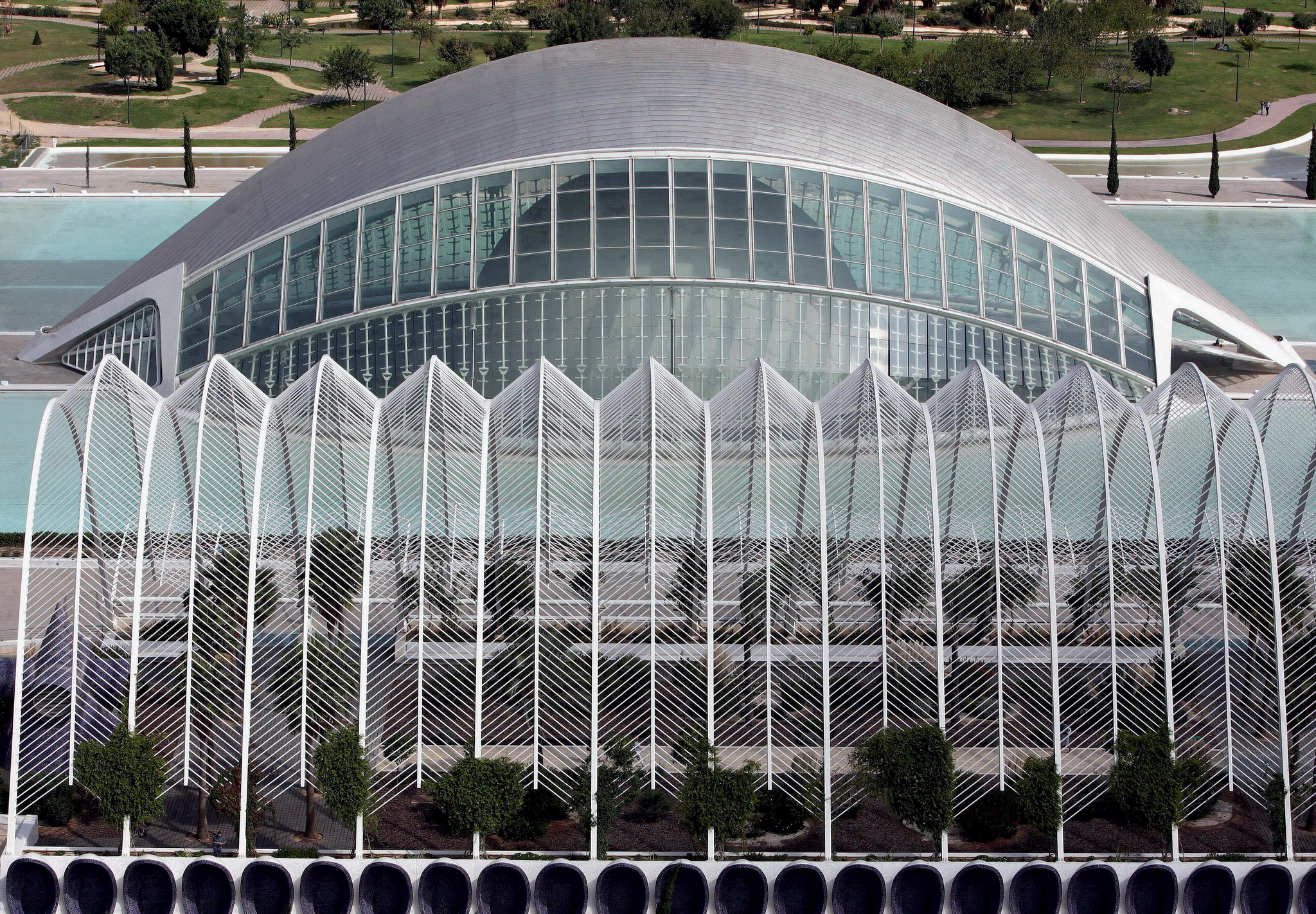
Вид на Умбракл на фоне Эмисферика